# Cross Lake 19E
Cross Lake 19E är ett reservat i Kanada.   Det ligger i provinsen Manitoba, i den sydöstra delen av landet, 1 900 km nordväst om huvudstaden Ottawa.
Trakten runt Cross Lake 19E är nära nog obefolkad, med mindre än två invånare per kvadratkilometer.